# Helsingborgs historia

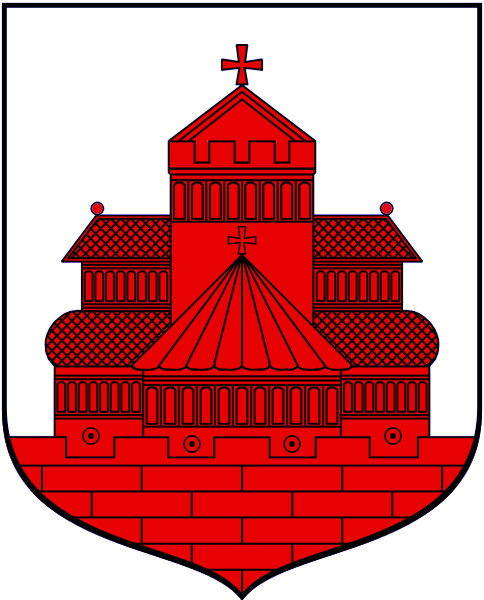
Helsingborgs nuvarande stadsvapen.

Helsingborgs historia sträcker sig tillbaka till vikingatiden. Dess viktiga plats där Öresund är som smalast har gett staden en strategisk position under lång tid. På medeltiden var staden och dess slott ett av Nordens mäktigaste fästen och därmed inblandat i mycket av den tidens maktspel. Under århundradena har Helsingborg varit skådeplats för flera politiska konflikter och stridigheter. De ständiga krigen har också gått hårt åt staden och dess bebyggelse. Sedan 1700-talet har dock staden levt en relativt fredlig tillvaro och på 1800-talet lyckades Helsingborg återhämta sig ordentligt genom att bli en av Sveriges snabbast växande städer som en viktig hamn- och industristad.

## Ursprung och uppväxt
Helsingborg är en av Nordens äldsta städer med rötter tillbaka till vikingatiden, kring 800-1000 e Kr. Dock var bebyggelsen vid denna tid mycket sparsam, då det istället var kring Råån som de viktigaste handelsplatserna låg. Länge stod Helsingborg i skuggan av byn Köpinge, belägen ungefär där Ramlösa nu ligger, vilken var traktens viktigaste handelsort. Flera vikingaflottor seglade genom sundet och för att skydda överfarten mellan Skåne och Själland vid Öresunds smalaste del byggdes en enkel fästning, förmodligen av palissader i trä, uppe på landborgen. Namnet Helsingborg kommer från ordet "helsing", vilket betyder hals och betecknar den smala passagen i norra Öresund där Helsingborg och Helsingör ligger. De som bodde här kallades "helsingar" och fästningen fick då namnet "helsingarnas borg", eller Helsingborg. 1070 omnämns staden av den tyske kyrkoskribenten Adam av Bremen:
"Det finns en kort överfart vid det baltiska havet vid Helsingborg, på vilket ställe Själland kan ses från Skåne, ett vanligt tillhåll för vikingar."
Vattenlinjen låg vid denna tid ungefär där Kullagatan numera går och därför var befästningen belägen mycket närmre vattnet. Dess underhåll och förvaltning kan ha gett upphov till viss bebyggelse, men det skydd som fästningen erbjöd lockade troligen till sig fler bosättare. Man har vid utgrävningar funnit att här på 1000-talet låg hela tre kyrkor, först träkyrkor, men sedan ersatta med mer permanenta kyrkor i sandsten på 1100-talet. De tre kyrkorna var helgade åt S:t Clemens, S:t Petri och S:t Olai. Det äldsta beviset för att Helsingborg haft status av stad kommer från ett gåvobrev som den danske kungen Knut den helige sände till Lunds domkyrka den 21 maj 1085. Detta datum räknas därför som stadens officiella födelsedatum.
På 1100-talet uppfördes en mer permanent befästning på landborgen. Denna bestod av ett runt kärntorn i sandsten och runt detta en oval ringmur, 180 meter lång och 150 meter bred. Murens porttorn vette åt öster, medan det i väst låg en rundkyrka vid namn S:t Mikaels kapell inbyggd i muren. Ansträngningarna att stärka borgens försvar är ett tecken på Helsingborgs allt större betydelse. Under Helsingborgs slottslän lydde tre härader, vilket var mycket på den tiden, dessutom ökade de med tiden. Länsherren på Helsingborgs slott kontrollerade flera handelsvägar norrifrån och ansvarade för försvaret av Danmarks nordgräns mot Sverige. Den ökande sjöfarten i Öresund med allt fler handelsfartyg som lade till i staden var också av vikt. På 1200-talet började det därför uppstå en mer permanent bebyggelse på strandkanten nedanför landborgen, där det även uppfördes en enklare sandstenskyrka helgad åt S:ta Maria.

## Viktigt medeltida fäste

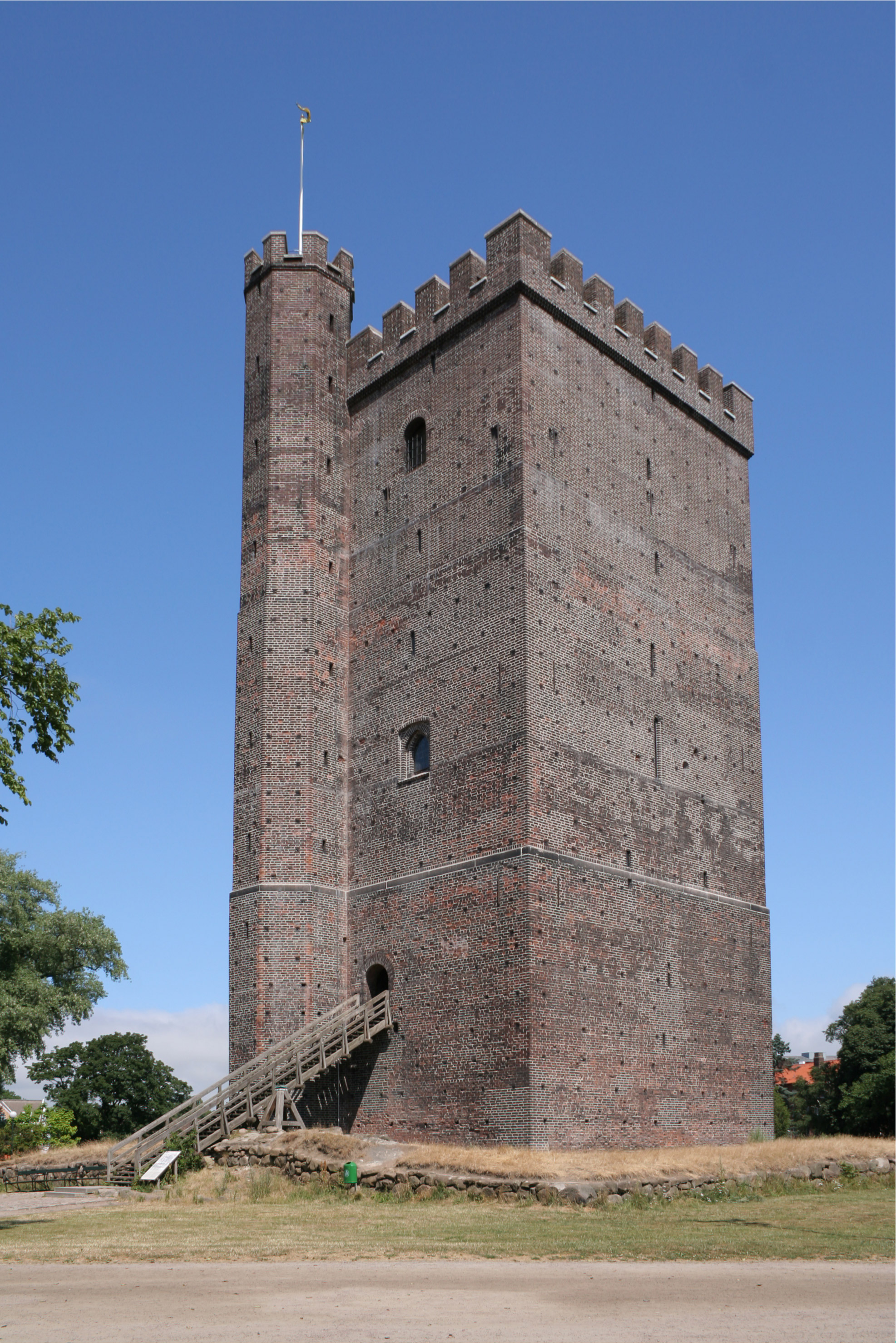
Kärnan – den enda kvarvarande resten av Helsingborgs slott.

I början av 1300-talet byggdes slottet om igen, troligen på initiativ av kung Erik Menved, och det nuvarande kvadratiska kärntornet uppfördes i sex våningar med fyra meter tjocka murar i tegel, ett nytt och exklusivt material på den tiden. Med hjälp av årsringsdatering har man kunnat bestämma att ombyggnaden skedde ungefär år 1313. Tornet omgav man med en hög mantelmur på fyra meters avstånd. Vidare stärktes ringmuren med 14 halvrunda flankeringstorn. Nu var Helsingborgs slott ett av Nordens mäktigaste fästen och en viktig bricka i de politiska striderna under medeltiden. Även S:ta Maria kyrka byggdes om i tegel till en av Danmarks största stadskyrkor i och med att allt mer av bebyggelsen etablerades på strandkanten. Till skillnad från det välbefästa slottet var själva staden helt oskyddad, vilket drabbat den hårt under århundradena genom skövlingar till följd av otaliga krig.

### Freden i Helsingborg
År 1310 samlades Erik Menved, den avsatte svenske kungen Birger Magnusson och dennes två bröder hertig Erik och hertig Valdemar tillsammans med ytterligare några höga herrar på Helsingborgs slott. Som mål hade man att få slut på flera års krig mellan Sverige, Norge och Danmark, samt att lösa den konflikt mellan Birger och hans två bröder som flammat upp i och med Håtunaleken. Man kom fram till att alla stridigheter mellan kungarna och hertigarna skulle upphöra och att Birger skulle återfå sin krona samt en tredjedel av Sverige. Freden hölls fram till 1317 då Birger hämnades på sina bröder genom Nyköpings gästabud, där de låstes in och svalt ihjäl i Nyköpingshus. Denna handling får hertigarnas anhängare att göra uppror mot Birger, som flydde till Gotland för att sedan söka skydd hos sin svåger Erik Menved i Helsingborgs slott. Efter slaget vid Mjölkalånga 1318 belägrades slottet av hertigarnas anhängare men belägringen avbröts då ett avtal kom till stånd där Birger avsade sig sin krona.

### Skiftande överhöghet

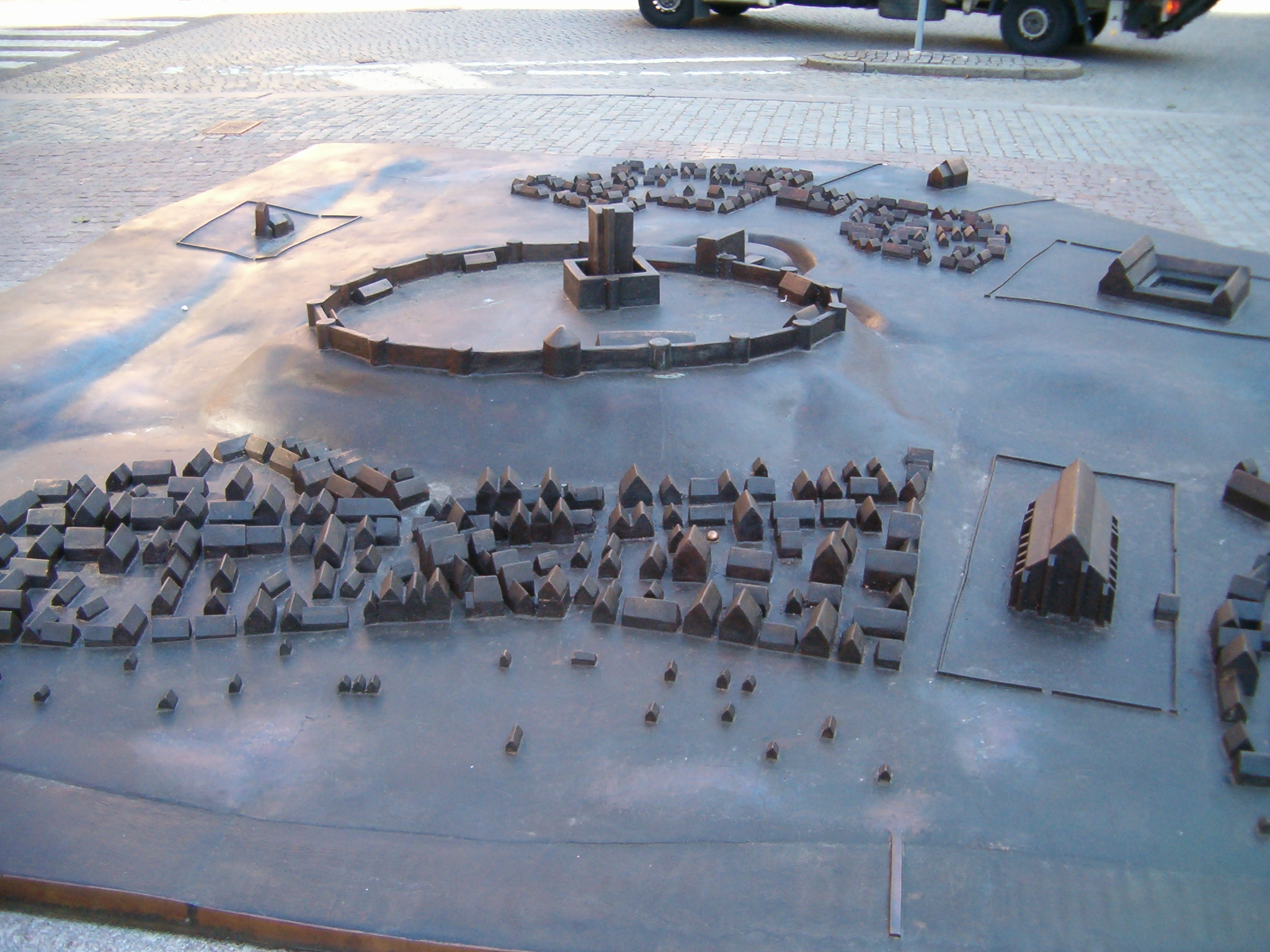
Bronsmodell av hur Helsingborg kan ha sett ut på 1400-talet, Stortorget. På modellen ser man den stora Mariakyrkan utan sitt torn, då detta inte byggdes förrän på 1500-talet. Samt de tre medeltida kyrkorna (varav en inte syns på bilden) på landborgen tillsammans med Dominikanerklostret (till höger, längst upp) och Helsingborgs slott med ring- och mantelmur.

De ständiga krig som den danska medeltida stormakten låg i, samt flera dyra slottsbyggen, gjorde att kung Erik Menved, vid tidpunkten av sin död 1319, efterlämnade sig en stor skuld åt sin yngre bror Kristofer, som övertog tronen. Denna skuld ledde till slut till att den tyske affärsmannen greve Johan av Holstein kom att hålla stora delar av Danmark i pant. Dessa delar var Skåne, Halland, Blekinge, Lolland samt större delen av Själland. Detta väckte mycket missnöje bland den skånska allmogen och man kontaktade därför den svensk-norske kungen Magnus Eriksson för att få stöd för ett uppror mot Johan. 1332 belägrade upprorsmakarna Helsingborgs slott tillsammans med en svensk armé, men lyckades inte inta slottet. Man kom dock till slut fram till ett avtal där Magnus Eriksson skulle överta panten för Skåne och Blekinge för 34 000 mark silver och sommaren samma år hyllades han som kung över landskapen. In i Helsingborgs slott flyttade en kombinerad svensk och holsteinsk garnison. Senare löste Magnus Eriksson till sig alla tre skånelandskapen och de holsteinska trupperna lämnade Helsingborg helt. 
De tre skånelandskapen var i svensk ägo fram till 1360 då Valdemar Atterdag lyckades återta dem genom en kombination av vapenmakt och list. Den sista fästningen som föll var Helsingborgs slott efter en lång belägring. Enligt vissa uppgifter föll slottet efter ett svek av Albrekt av Mecklenburg som av Magnus Eriksson utsetts som skiljedomare i konflikten. Albrekt hade lovats 10 000 mark silver och slottet Plaue av Valdemar om han lät Helsingborgs slott, då uppfattat som skånelandskapens lås, övergå i dansk ägo. I och med att slottet gick över i danska händer fick kung Magnus snart uppge försöken att försvara landskapen. Valdemars många konflikter med Hansastäderna, då i synnerhet erövringen av hansastaden Visby 1361, gjorde att dessa i förbund med Magnus Eriksson 1362 gjorde ett misslyckat försök att inta Helsingborg sjövägen. 1368 försökte man igen, denna gång med hjälp från den nye svenske kungen Albrekt av Mecklenburg. Efter en årslång belägring drabbade parterna samman utanför staden. Slaget resulterade i en seger för Hansan och efter fredsavtalet i Stralsund 1370 tvingas Valdemar överlämna Helsingborg tillsammans med Malmö, Falsterbo och Skanör till Hansan fram till 1385 då Danmarks nya kung, den 16-årige sonsonen till Valdemar Atterdag, Olof III, och dennes mor och förmyndare, Margareta, åter övertar städerna.

### Kalmarunionen
Margareta lyckas förena rikena Danmark, Sverige och Norge i Kalmarunionen genom att hennes systerdotterson Erik av Pommern år 1397 krönts till unionskung på Kalmar slott. År 1400 förklaras han sedan myndig på Helsingborgs slott. Slottet var vid denna tid ofta säte för de två regenterna och under sin regeringstid uppförde Erik av Pommern fästningen Krogen i Helsingör, den fästning som senare kom att bli den dominanta i Öresunds hals. Men efter ett tag blev danskarna missnöjda med kung Erik och istället ville man ha hertigen Kristofer av Bayern som kung. År 1440 lyckades Kristofer inta Helsingborgs slott och senare även Krogen och blev dansk kung samma år, kung över Sverige 1441 och Norge 1442.  Sverige hade under Eriks regeringstid främjat sig alltmer från unionen, med Karl Knutsson (Bonde) som en av de främsta motståndarna. Men efter att Kristofer utnämnts till unionskung tvingades Karl Knutsson, som 1438 valts till riksföreståndare i Sverige, hålla sig tillbakadragen i sina förläningar i Finland. Kung Kristofer avled av feber år 1448 på Helsingborgs slott, samma slott där han föddes 32 år tidigare. I och med dennes död återvände Karl Knutsson till Sverige där han valdes till kung. I Danmark valdes däremot den 22-årige greven Kristian av Oldenburg till ny kung, var namn blev Kristian I. Båda kungarna gjorde anspråk på Norge och då Kristian slutligen valdes till norsk kung hamnade de två i konflikt med varandra. Då Karl Knutsson inte lyckades inta Norge med vapenmakt vände han sig mot Skåne. 1452 stod Karl Knutsson utanför Helsingborg beväpnad med 20 pjäser modernt artilleri. Dessa nya vapen kunde slottets murar inte så emot och snart föll staden och mycket av bebyggelsen brändes ner till grunden. 

### Stadens styrelse
Helsingborgs invånare lydde inte under häradstinget, vilket de omgivande byarna gjorde, utan som stad hade man istället en egen dömande instans, bytinget. Dess högsta ämbetsman var byfogden, vilken var avlönad av kronan och hade som uppgift att verkställa bytingets domar. Under 1200-talet började de danska städernas styrelse formas efter tysk modell, med ett råd, vars högsta post var borgmästarämbetet. I Helsingborg omnämns ämbetet borgmästare 1380 i en köpehandling, men har troligen funnits ännu tidigare. Rådet organiserades kring två borgmästare varav den ena var utsedd av kronan, medan den andre valdes av stadens medborgare (i meningen alla män som innehade burskap), oftast bland någon av rådmännen. Rådet kunde bestå av en skiftande mängd rådmän, hur många det var i Helsingborg under medeltiden vet man inte, men under 1500- och 1600-talen bestod rådet av två borgmästare med sex rådmän. Sin försörjning tjänade rådmännen på sin vanliga näringsverksamhet, men de kunde även hämta in avkastning från någon av stadens jordar; de tidigast omtalade ämbetsjordarna i Helsingborg är Änghaven och Viskängen. Mot slutet av medeltiden tog rådet även över mycket av den dömande makten från byfogden, vilket ledde till konflikter i flera danska städer. I Helsingborg kombinerades ämbetena genom att rättegångar hölls i ett så kallat rådhusting i rådhuset, efter en modell som framkommit i Helsingör.

## Minskad strategisk betydelse

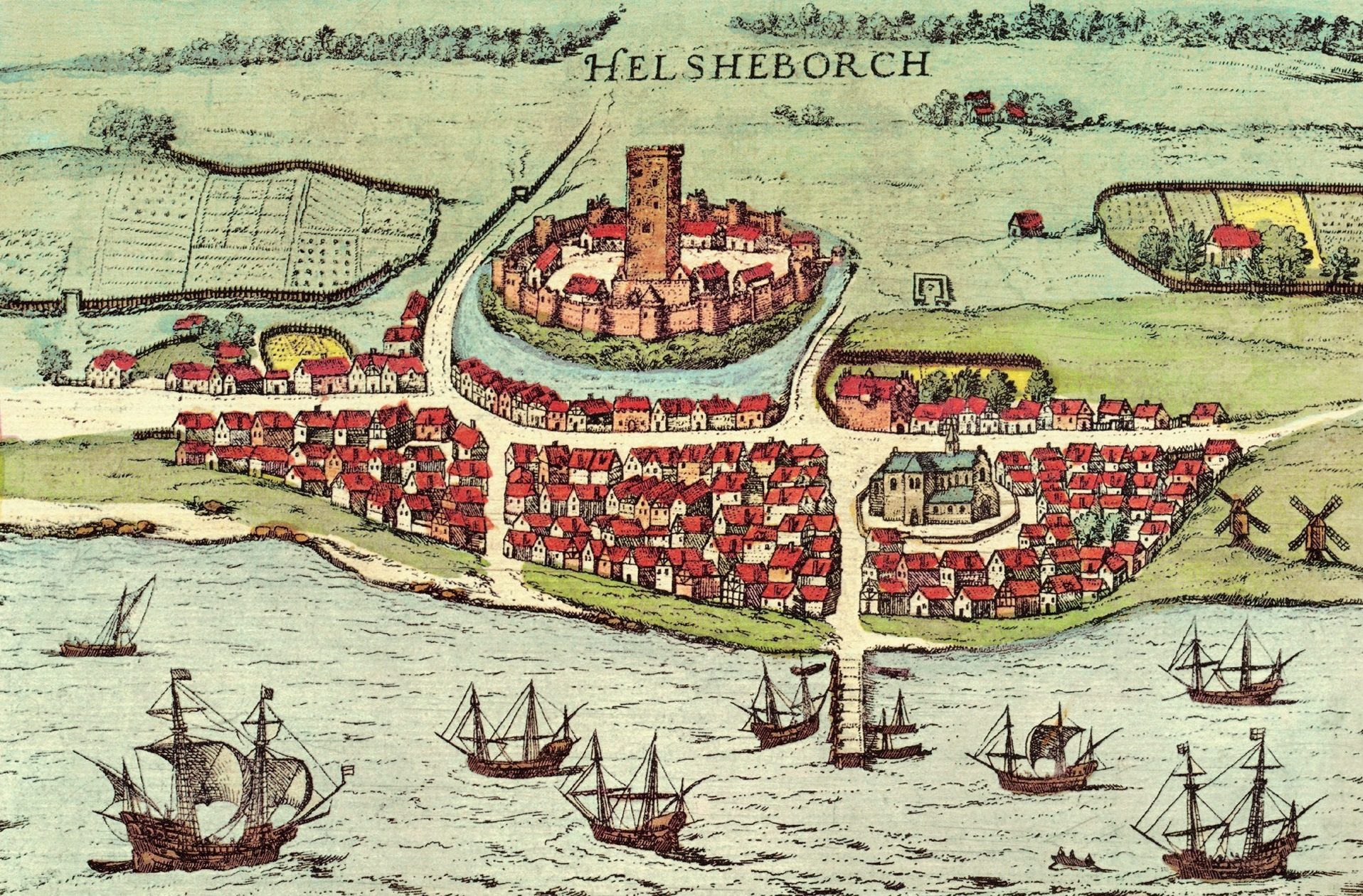
Helsingborg 1589. Kopparstick av Georg Braun. Bilden domineras av slottet, men man kan även se Helsingborgs gatunät (särskilt den nuvarande Långvinkelsgatan till vänster om slottet på bilden), skeppsbron och Mariakyrkan. Dessutom kan man se att all bebyggelse på landborgen, förutom slottet, rivits. Norr om Mariakyrkan ser man vad som tros vara Billehuset, ett av de få bostadshusen i sten. Detta finns inte längre kvar.

Karl Knutssons belägring av Helsingborg visade att den typ av fästning som Helsingborgs slott representerade hade blivit omodern då den inte kunde motstå artillerield. Under 1500-talet började man därför modernisera flera fästningar i Skåne, däribland Malmöhus slott och Halmstad, samt uppföra nya, som Landskrona citadell. Helsingborgs slott stod dock kvar i sitt gamla skick. Särskilt två fästen bidrog till minskningen av Helsingborg som strategisk punkt: Kronborgs slott (tidigare Krogen), som kom att kallas "Östersjöns lås", och Kristianstad, som övertog funktionen som gränsfäste mot Sverige. Nu fick även Helsingborgs slottslän stiga tillbaka till förmån för Malmöhus län.

### Bebyggelse och befolkning
Själva staden Helsingborg var relativt liten under denna tid, en av de minsta kring Öresund. Dess betydelse låg mer i dess strategiska läge än i folkmängden. Näringarna var mestadels fiske och åkerbruk. Viss handel försiggick i staden, även om den inte hade något egentligt torg förrän på 1650-talet. Fram till dess förlades den mesta handeln kring S:ta Maria kyrka. Den internationella handeln skedde mer vid Helsingör där handelsfartygen var tvungna att ankra upp för att betala Öresundstullen, eftersom de grunda stränderna i Helsingborg gjorde att man rekommenderade att handelsfartygen inte skulle anlöpa staden. 
Den äldsta befolkningssiffran är från år 1600 och denna berättar att det i Helsingborg bodde 155 rustade borgare, vilket gjort att man kunnat beräkna den totala folkmängden till någonstans mellan 800 och 1100 personer, inklusive präster, munkar, tiggare, fattiga, inhysehjon med mera. Stadens dåvarande rådhus tros ha legat strax söder om Mariakyrkan, mitt emot dess södra portal. Byggnaden förstördes under det skånska kriget och med det en stor del av stadens handlingar och dokument. I anknytning till rådhuset har man även sett spår efter en nerbränd fastighet som fått namnet "Brända huset". Troligen har byggnaden varit prästgård åt Mariakyrkans kyrkoherde.

### Reformationen

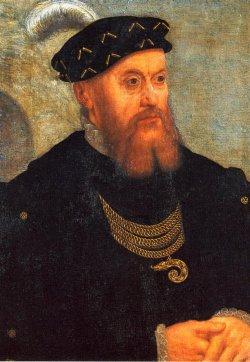
Kristian III av Danmark

1526 övergick den danske kungen Fredrik I till protestantismen. Med hjälp av detta kunde flera evangelistiska friförsamlingar skapas och så även i Helsingborg. Predikanterna riktade sina förkunnelser mot munkordnarna och på 1530-talet fördrevs dessa från staden. Efter Fredrik I:s död 1533 gjorde de katolicistiska krafterna en ny kraftansamling för att återta makten. Den jylländska adeln hade utropat Fredrik I:s son, hertig Kristian, till kung under namnet Kristian III, men den protestantiske greven Kristoffer av Oldenburg intrigerade för att återinsätta den avsatte katolske Kristian II på tronen. Stödda av Lübeck, samt oldenburgska och mecklenburgska trupper reste sig borgerskapet i Malmö och Köpenhamn, tillsammans med delar av den själländska adeln, på greve Kristoffers sida. Hertig Kristian hade däremot stöd av den svenske kungen Gustav Vasa, samt stora delar av adeln i Skåne och på Jylland. Ett av de avgörande slagen stod vid Helsingborg år 1535. En här bestående av trupper från Lübeck och Malmö, ledda av Jörgen Kock, hade förskansat sig utanför murarna på Helsingborgs slott i väntan på en kombinerad svensk-skånsk här. Länsherren på Helsingborgs slott, Tyge Krabbe, hade varit god vän med den avlidne kungen och lovat att stödja kröningen av sonen Kristian till kung. Dock hade greve Kristoffer med hot tvingat över Krabbe på sin sida, men när den svenska armén visade sig förrådde Krabbe greve Kristoffer och öppnade istället eld mot de försvarande trupperna och övergav staden till svenskarna. Vid slaget vid Øksnebjerg samma år besegrades Kristoffers armé slutgiltigt och 1536 utropades Kristian III till kung och därefter återinförde han protestantismen i Danmark. I Helsingborg resulterade detta i att man efter 1536 rev Clemens- Peters- och Olofskyrkorna på landborgen och slutligen det övergivna dominikanerklostret år 1556. År 1580 kommenterade den helsingborgfödde lundabiskopen Mogens Madsen att ödemarken efter de raserade kyrko- och klosterbyggnaderna liknade "ett förstört Troja".

## De svensk-danska krigen

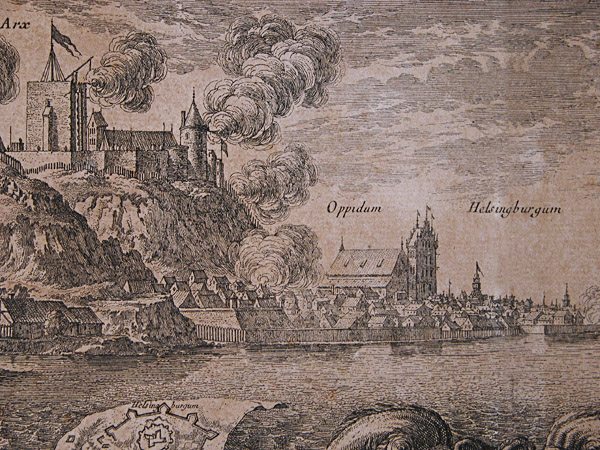
Kopparstick till minne av Karl X Gustavs landstigning i Helsingborg. Salut skjuts från Kärnan och omgivande befästningar. På bilden har landborgens sluttning överdrivits något.

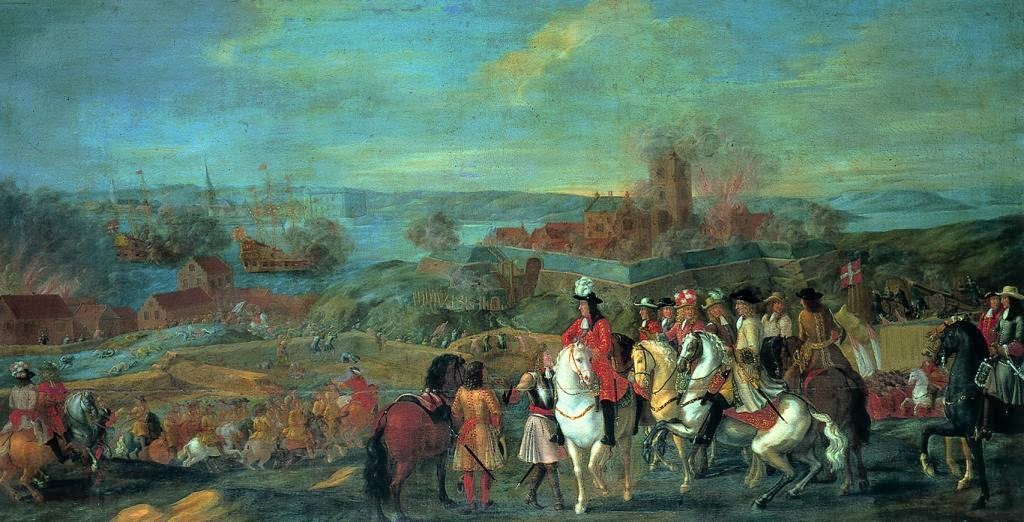
Helsingborgs stad intas av danskarna under skånska kriget 1678. Konstnären hade aldrig sett Helsingborg och därför kan återgivningen av staden vara något felaktig. Båda dessa bilder visar en större byggnad söder om kärntornet på Helsingborgs slott, vilket man inte funnit något bevis för.

På 1630-talet hamnade Danmark i konflikt med Sverige då deras intressen i Nordtyskland kolliderade. Danskarna var oroliga för det ökande svenska inflytandet över Östersjön och svenskarna såg Danmark som ett hinder för sina aspirationer. 1643 förklarade Sverige krig mot Danmark och gick in med arméer i Jylland och Skåne. Anfallet kom som en total överraskning för danskarna och därför hade inga av deras fästningar någon särskild beredskap, inte heller Helsingborg. Befälhavare för invasionsarmén i Skåne var fältmarskalk Gustav Horn. Han intog Helsingborg den 17 februari 1644 och fann staden nästan övergiven av dess borgare. Horn installerade sig i slottet och under den svenska arméns tid i staden rev man hus för att elda med i lägren och lade beslag på boskap och spannmål för att försörja armén under fälttåget. I slutet av februari lämnade man Helsingborg och då en dansk armé hade förts över till Malmö gjorde Horn en undanmanöver norrut. Samtidigt pågick fredsförhandlingar vid Brömsebro och 1645 kom man fram till ett avtal där Danmark avstod Jämtland, Härjedalen, Gotland och Ösel till Sverige. Dessutom erhöll Sverige Halland under 30 år och viss tullfrihet i Öresund.

### Helsingborg blir svenskt
Efter freden i Brömsebro beslutade danskarna att rusta upp Helsingborgs försvar, då befästningarna i Halland försvunnit. På Helsingborgs landsida började man 1654 bygga en halvcirkelformad vall med utskjutande bastioner. Man kan fortfarande se spår av denna i Helsingborgs stadsbild genom gatorna Norra Vallgatan, Kopparmöllegatan, S:t Pedersgatan, Östra Vallgatan och Södra Vallgatan. Även slottet förstärktes och man rev bort kärntornets tinnar för att där placera ut kanoner. Befästningsarbetena var inte färdigställda vid tiden för freden i Roskilde, den 26 februari 1658, då Skånelandskapen och Helsingborg övertogs av svenskarna. Den 5 mars samma år avseglade Karl X Gustav från Helsingör och för att sedan landstiga i Helsingborg där han mottogs av en delegation präster, nu - för första gången - som Skånelandskapens konung.

### Skånska kriget
Den 29 juni 1676 ankrade en stor dansk flotta utanför Råå. Från den skeppades en dansk här på 15 000 man iland. Helsingborgs befästningsarbeten hade gått långsamt fram och man hade endast 310 man kvar i garnisonen. Staden Helsingborg övergav sig till danskarna, som därefter belägrade slottet. Efter fyra dagar kapitulerade den svenska garnisonen. Efter Helsingborg intog danskarna Landskrona och Kristianstad. På vintern 1676 ryckte Karl XI in i Skåne och marscherade rakt mot Helsingborg och plundrade staden. Slottet lämnade han därhän och drog sedan vidare. Den 4 december 1676 möttes de danska och svenska styrkorna slaget vid Lund, där den danska armén besegrades. Efter slaget lät Karl XI belägra Helsingborgs slott och utsatte det för kraftig beskjutning. Det kapitulerade slutligen den 30 december. År 1678 marscherade en ny dansk armé på 12 000 man från Landskrona mot Helsingborg. Med hjälp av ett förfalskat brev från Karl XI lurade man den svenske befälhavaren Carl Hård att överge fästningen. Medan den svenska armén var upptagen med att belägra Kristianstad stärkte danskarna Helsingborgs försvar. Sommaren 1679 beslutade Karl XI att man skulle återta Helsingborg. Belägringen avbröts när fredsförhandlingarna blev kända och vid freden avsade sig den danska kronan återigen de tre Skånelandskapen.

### Försvenskning
Efter att de danska trupperna begett sig av från Helsingborg beslutade Karl XI att fästningen i Helsingborg skulle rivas. Dess läge som ett möjligt brohuvud för en invasion, samt att man främst satsade på fästningarna i Kristianstad, Landskrona och Malmö, gjorde att man inte såg något behov för en befästning i Helsingborg. Rivningsarbetena började 1680 och tog ett år. Kvar stod endast kärntornet som landmärke åt sjöfarten. Helsingborgs stad var kraftigt decimerad efter det Skånska kriget. En stor del av bebyggelsen hade rivits eller förstörts och dessutom hade en stor del av befolkningen - de som stödde den danska invasionen - flytt till Själland. 1680 övertog fältmarskalken Rutger von Ascheberg generalguvernörsposten i Skåne. I och med detta började en mer aktiv försvenskningspolitik utövas. Man införde svensk rättegångsordning, svenskt kyrkoskick och svenska gudstjänster, och 1682 infördes svensk lag och rätt i Helsingborg.

## Ekonomisk stagnation

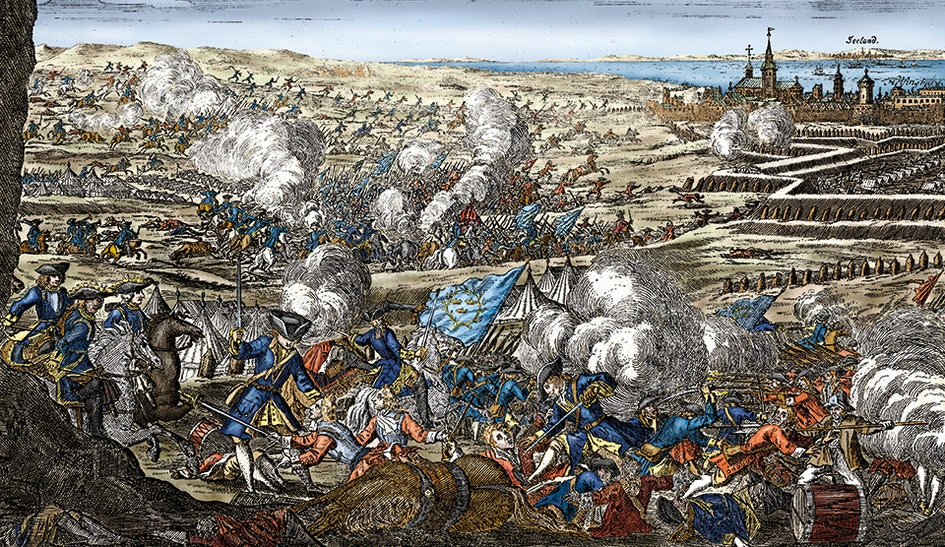
Tyskt kopparstick av slaget vid Helsingborg.

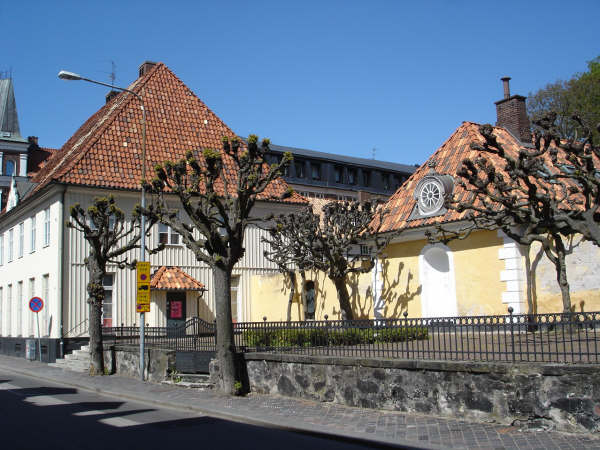
Yttre trädgården på Henckelska gården, som uppfördes i tid till Sofia Magdalenas ankomst.

### Slaget vid Helsingborg
Den andre november 1709 landsteg ännu en dansk invasionsarmé vid Råå, precis som 1676. De svenska styrkorna, ledda av generalguvernören i Skåne, Magnus Stenbock, var för svaga för att bjuda något större motstånd och drog sig därför tillbaka till Småland. Dagen efter besökte en grupp borgare från Helsingborg den danske kungen Fredrik IV för att be honom att ta staden i kungligt beskydd, då de fruktade att svenskarna skulle sätta staden i brand när de övergav garnisonen i Helsingborg, och i slutet av november hyllades Fredrik VI av Helsingborgs borgarskap som deras kung. Efter att ha samlat ihop en tillräckligt stark armé drog Stenbock åter in i Skåne i februari 1710. Styrkorna möttes slutligen vid Ringstorp utanför Helsingborg, det som kommit att kallas slaget vid Helsingborg, den 28 februari samma år. Magnus Stenbock vann en förkrossande seger och danskarna flydde tillbaka in i staden. Svenskarna belägrade Helsingborg och besköt staden. Den 5 mars började danskarna utrymma staden. Innan de gav sig av stack de ihjäl alla sina hästar och tömde matförråden. De förruttnande hästliken förgiftade stadens vatten och 1710-1711 drog pesten genom staden.

### Småstaden
Magnus Stenbock misstrodde Helsingborgarna på grund av deras snabba utropande av Fredrik IV som sin kung. Han ansåg att man borde spränga Kärnan i luften och riva fiskelägena söder om staden. Detta fick han dock inget gehör för från svensk sida, men man höll med honom om att Helsingborgs befästningar borde rivas, vilket så också blev fallet. Efter kriget och pesten hade Helsingborg endast 700 invånare år 1719 och vid freden 1720 avstod Sverige sitt undantag av Öresundstullen. Tullen gjorde att handeln i Helsingborg minskade kraftigt då den viktiga handeln med Danmark skurits av. Däremot ökade smugglingen över sundet. Det faktum att Helsingborg inte hade någon riktig hamn förrän 1832, trots att den äldre träbryggan ersatts av en i sten på 1760-talet, gjorde det även svårt för större handelsfartyg att lägga till och lossa eller lasta varor. Under 1700-talet var staden inte mer än en mindre provinsby och man skulle inte återhämta sig förrän i mitten av 1800-talet. 
Den största begivenheten i Helsingborg under 1700-talets andra hälft var ankomsten av kronprinsgemålen Sofia Magdalena till staden 1766. I oktober det året mottogs hon av kronprins Gustav, den blivande Gustav III, i staden. Samme Gustav III förlade 1773 en skvadron på 60 husarer som skulle ersätta den gamla infanterigarnisonen, inkvarterad i Kärnan. 1777 flyttade man in i ett nybyggt högvaktshus på Stortorgets södra sida. Husarregementet skulle stanna kvar i Helsingborg, under en eller annan form, fram till 1942 då verksamheten flyttades till Hässleholm.

### Magistrat och ordningsväsen
På 1700-talet hade magistraten ersatt rådet, vilken bestod av fyra rådmän och en borgmästare. Rådmännen valdes av borgerskapet på allmän rådstuga och innehade tjänsten fram till sin död. Dessa hade även dömande makt genom att de var ledamöter i rådhustinget. För att tingets dom skulle gälla var det tvungen att finnas fem ledamöter i rådhustinget, något som Helsingborg precis levde upp till. Borgmästaren valdes även han på allmän rådstuga från någon av rådmännen. Efter hand började rådmännen i allt högre grad endast arbeta inom stadens förvaltning och allt fler hade juridiskt utbildning. Detta ledde till att de inte hade någon näring vid sidan av, vilket varit fallet förr, och därför endast levde på inkomsterna från stadens ämbetsjordar. Dessa räckte dock inte för att täcka alla rådmännens behov och därför fick man kronans tillåtelse att minska antalet rådmän till tre. För att rådhustinget skulle bli fulltaligt utsåg man två bisittare från stadens äldste. Vid slutet av 1700-talet bestod hela magistraten av "litterata" rådmän, alltså professionella politiker med formell utbildning, vilket dock gjorde att den anknytning som magistraten förr haft med befolkningen minskade och styrelsen blev allt mer byråkratisk.
I stadens förvaltning ingick även en stadsnotarie, vars uppgift det var att föra protokoll vid offentliga sammankomster, till exempel rådstugan, kämnärsrätten, och auktionskammaren, en stadskassör, som handhöll stadens finanser, samlade in skatt och verkställde betalningar från magistraten, samt en stadsfiskal som övervakade ordningen och fungerade som åklagare i stadens domstolar. Till detta kom en stadsvaktmästare, ett antal stadsbetjänter (polisbetjänter), dragare och en stadsläkare.

### De första industrierna
Under 1500- och 1600-talen användes vatten och vindkraft för att driva olika möllor i staden. I Hälsodalen norr om staden hade under en tid legat en rad vattenmöllor, drivna av vattnet i Hälsobäcken. Dessa användes för att driva flera olika sorters kvarnar och andra produktionsverktyg. Från dessa möllor utvecklades Helsingborgs första riktiga industriområde med flera olika industrier under tidens lopp. De första fabrikerna utvecklades under 1700-talet och var enklare anläggningar för produktion av tobaksvaror och textilier. Den första större fabriken startades av Michael Andreas Cöster 1766 och var en "Fayance och porcellainsfabrique" placerad vid Pålsjö. Denna stängde igen 1774 efter att Cöster råkat i ekonomiska bekymmer. 1799 grundade greve Erik Ruuth ett par fabriker i stadens södra utkant, norr om den nuvarande Trädgårdsgatan. Dessa var en lerkärlsfabrik och ett järngjuteri, som kom att benämnas under det gemensamma namnet "Ruuthska bruket". Dessa fabriker var stadens första för produktion i stor skala och länge Helsingborgs största arbetsgivare.

## Återhämtning och kraftig expansion

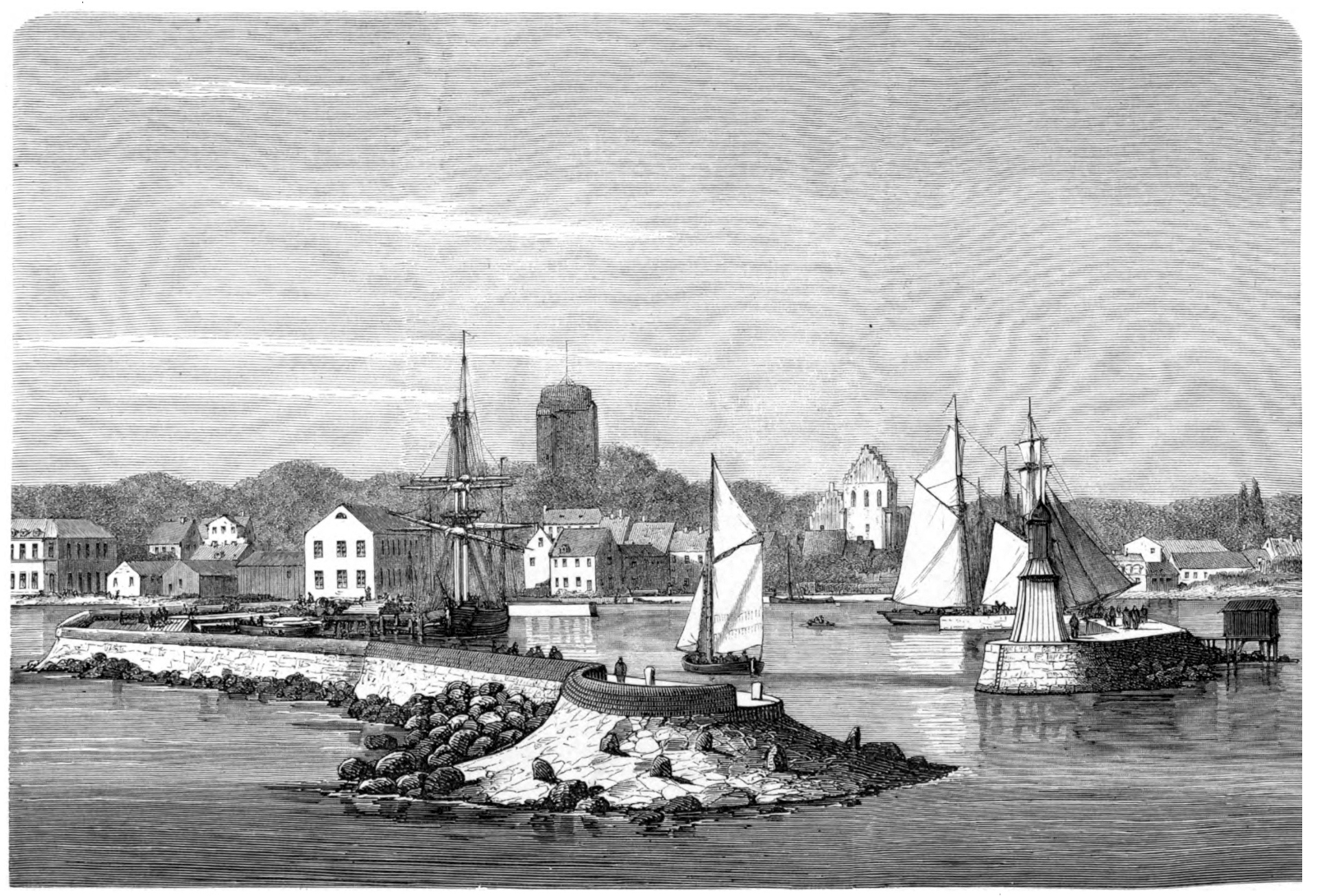
Helsingborgs hamn på 1860-talet.

Andra hälften av 1800-talet betydde en makalös återupphämtning av Helsingborg som stad, med en befolkningsökning som var den största i Sverige. Mellan åren 1850 och 1900 ökade folkmängden från 4 140 invånare till 24 670, en sexdubbling. Grunden till detta var den kraftiga expansion som Helsingborgs näringsliv genomgick under denna tid, vilket lockade folk till staden i jakt på arbete. 1857 hade öresundstullen avskaffats genom en internationell överenskommelse där flera länder, inklusive Sverige betalade Danmark en engångssumma för att tullen skulle upphöra. För Helsingborgs del var detta mycket positivt för stadens industrier och hamnen började växa fram som en viktig exporthamn, vilket ledde till utbyggnad av hamnens anläggningar samt kommunikationer till den. Den största exporten från Helsingborgs hamn var under denna tid spannmål. Detta berodde på den ökade produktionen inom jordbruket i Sverige, vilket ledde till ett stort överskott av spannmål i landet. 1835-1850 fördubblades exporten av spannmål och 1849 avskaffade Sveriges regering exporttullen på spannmål. Den största delen exporterades till England, som även de avskaffat sin tull 1846. Länge var Landskrona den viktigaste exporthamnen i Skåne, men under denna tid tog Helsingborg över den rollen och på 1870-talet exporterade man tre gånger så mycket spannmål som både från Ystad och från Malmö.

### Förbättrade kommunikationer

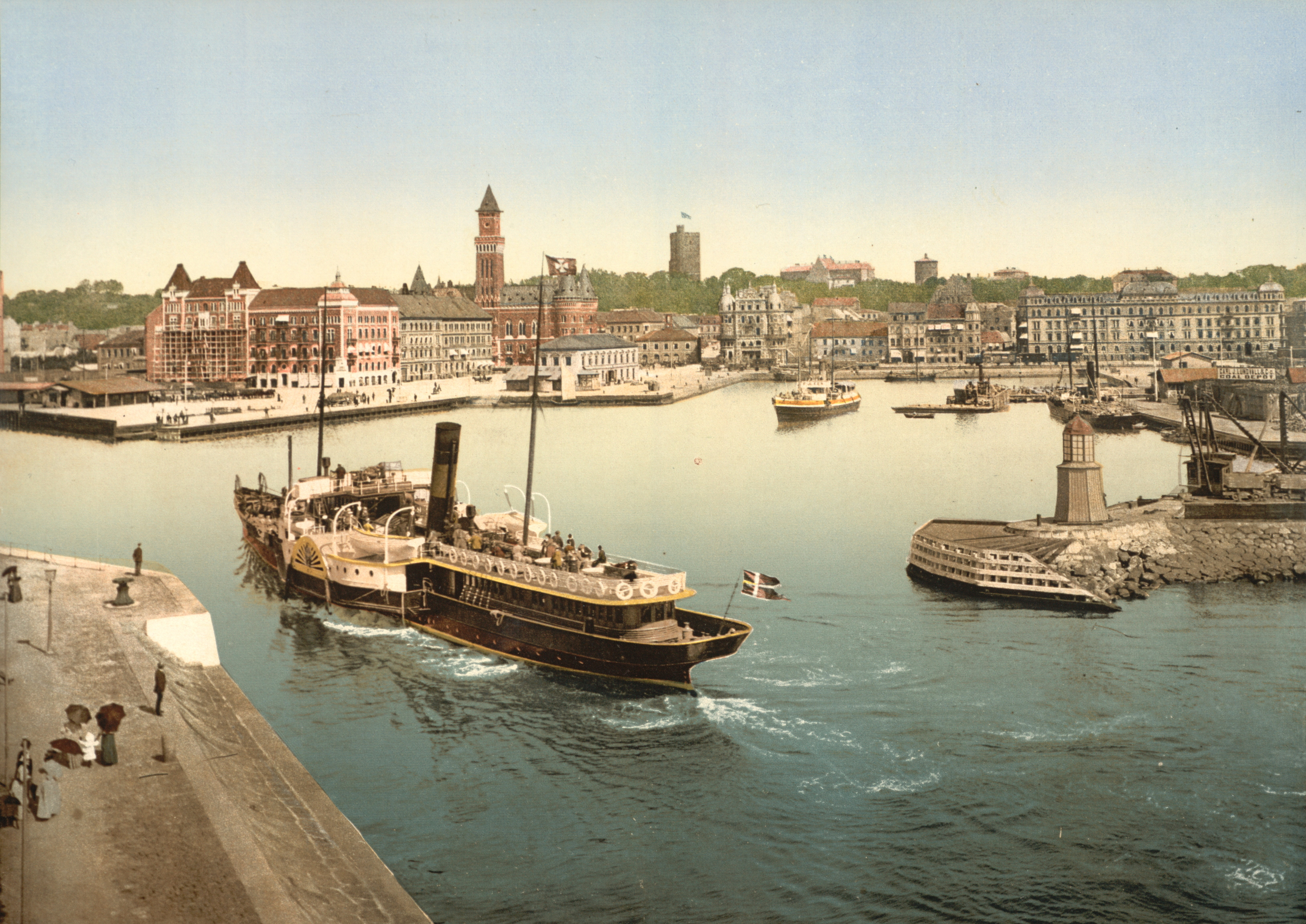
Helsingborgs hamn 1897.

Stor del av den framgång Helsingborg hade under 1800-talets senare hälft beror på de många förbättringar i järnvägskommunikation och hamnanläggningar som genomfördes i staden. På 1850-talet beslutade riksdagen att anlägga ett antal stambanelinjer genom Sverige från vilka man kunde ansluta bibanor vid behov. I Helsingborg beslöt man år 1860 att finansiera en bibana mellan staden och Remmarlöv väster om Eslöv. För att få råd slog man sig samman med Landskrona och 1862 bildades Helsingborgs-Landskrona-Eslövs järnvägsaktiebolag, efter att anslutningspunkten flyttats från Remmarlöv till Eslöv. Som del i bygget uppfördes ett stationshus vid strandkanten och den 31 juli 1865 invigde kung Karl XV den nya järnvägslinjen, Helsingborgs första. Vid mötet år 1860 hade spannmålshandlaren Petter Olsson föreslagit ett alternativ till bansträckning som istället skulle dras till Finjasjön längre norrut. På 1870-talet väcktes åter tanken på detta projekt och tillsammans med hovstallmästare Rudolf Tornérhielm bildade han 1872 ett bolag för att samla ihop pengar till projektet. 1875 stod sedan järnvägen mellan Helsingborg och Hässleholm klar. För att binda samman Helsingborg med det bördiga Nordvästskåne bildades ännu ett bolag för att bygga en järnväg från Helsingborg, genom Ängelholm och upp till Halmstad. I bygget ingick ännu en stationsbyggnad norr om hamnen, nuvarande Färjestationen, samt en viadukt i stål vid Örestrandsbadet, och banan öppnades 1885.
Det förbättrade järnvägsnätet förde stora mängder varor till Helsingborg och för att föra ut detta var man tvungen att bygga ut hamnanläggningarna för att handha alla varor. Den första hamnutbyggnaden skedde i samband med den första järnvägen och stod klar sommaren 1867. Dess utsträckning motsvarar ungefär den nuvarande Inre hamnen. För första gången hade man här använt betong i större utsträckning. I samband med nästa järnvägsutbyggnad till Hässleholm lades på initiativ av Petter Olsson, som att i både hamndirektionen och stadsfullmäktige, ett förslag fram om att bygga ut hamnen ytterligare 1872 och 1880 stod den nya hamnen klar, det som nu är Södra hamnen. Följaktligen kom nästa stora järnvägsprojekt också att följas av ännu ett hamnbygge i norra delen av hamnen, vilket stod klart 1891, numera Norra hamnen.

### "Konsulernas stad"

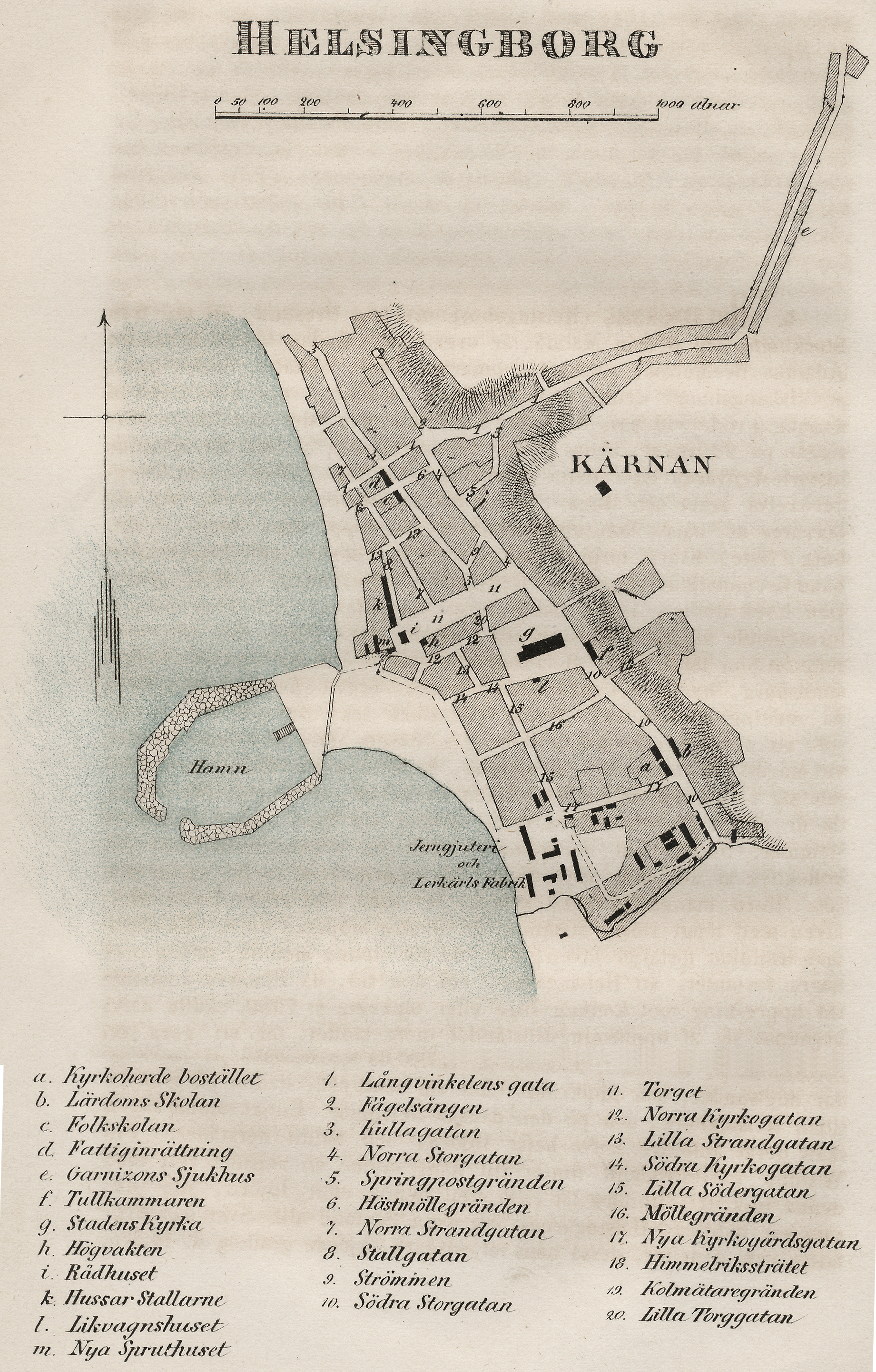
Helsingborg på 1850-talet.

Under denna tid verkade ett flertal affärsmän i staden, vilka alla hade del i den kraftiga expansion som Helsingborg nu upplevde. Alla dessa grundade rederier och fabriker, men inga i den skala som två av Helsingborgs mest betydelsefulla medborgare gjorde under slutet av 1800-talet. Dessa två visade under sin levnad på stor framsynthet och affärsmässig begåvning när det gällde att utveckla sina olika verksamheter, samtidigt som de satt i stadens styrelse, var ledamöter i riksdagen och slutligen utnämndes båda till konsuler. Den förste har redan omnämnts här ovan, nämligen handlaren Petter Olsson, som började sin karriär i Helsingborg år 1853 genom att börja exportera spannmål från det bördiga skånska landskapet till främst England. För att underlätta för sin exportverksamhet stod han som tidigare nämnts bakom ett flertal av de förbättrade kommunikationer som hjälpte Helsingborg i sin framväxt som betydelsefull hamn- och industristad. Stora delar av sina pengar investerade han även i stadens industrier, liksom bidrog till flera välgörenheter och 1870 utnämndes han till tysk konsul. Något yngre än Petter Olsson var Nils Persson. 1860 hade han startat en diversehandel i Helsingborg genom vilken han bland annat importerade guano för att användas som konstgödsel av bönderna. Senare började han utforska möjligheterna att starta egen produktion av konstgödsel och 1875 grundade han Skånska Superfosfat- & Svavelsyrefabriks AB, bland annat med Petter Olsson i styrelsen. Med hjälp av denna verksamhet startade han ännu fler fabriker och expanderade sitt verksamhetsområde. 1875-1903 var Nils Persson nederländsk vicekonsul och från 1894 även tysk konsul. De två herrarna konkurrerade aldrig riktigt med varandra, de höll sig båda inom sina verksamhetsområden och om något så gynnade båda varandras verksamheter. De båda var diametralt olika från varandra, Olsson var en hårt arbetande och sluten person, starkt religiös och nykterist, medan Persson var utåtriktad och öppen och gärna syntes i stadens sällskapsliv, till exempel de många baler som hölls vid Ramlösa brunn. Epitetet "konsulernas stad" fick Helsingborg de det sedan slutet av 1800-talet styrdes av sina konsuler. Från 1888 till 1903 var konsul Petter Olsson ordförande i stadsfullmäktige med konsul Nils Persson som vice ordförande från 1899. Konsul Persson tog över ordförandeskapet efter Olsson 1904 och innehöll det fram till 1908. Under lång tid var Persson också ordförande i drätselkammaren (dåtidens kommunstyrelse) med konsul Oscar Trapp som vice.

### Kommunen
Huvudartikel Helsingborgs stad (stadskommun)
I och med 1862 års kommunallagar förändrades styrelsen i Helsingborgs stad som då omvandlades till en stadskommun där alla medborgare som betalade skatt till kommunen hade rätt att rösta, till skillnad från förr då bara män som innehade burskap hade rösträtt. Den högsta styrelsen var fortfarande en magistrat, men städer med över 3 000 invånare skulle enligt kommunallagarna upprätta ett stadsfullmäktige. Då Helsingborg år 1860 hade 5 333 invånare beslöt man att antalet fullmäktige skulle vara 26. En stadsfullmäktige innehade sin post i fyra år och val hölls vartannat år vilket gällde halva antalet fullmäktige. Eftersom det under denna tid inte förekom några politiska partier i staden var de politiska debatterna inte så polariserade och därför väckte valen till fullmäktige inget större intresse hos befolkningen. Valsystemet var organiserat så att man fick ett växande antal röster med hur mycket man betalade i kommunalskatt, vilket gjorde att en enskild medborgare kunde inneha över 100 röster, detta sänktes 1909 till max 40 och inte förrän 1918 avskaffades systemet. 1899 valdes den första socialdemokraten in i fullmäktige efter initiativ av konsulerna Nils Persson och Oscar Trapp, som ansåg att arbetarrörelsen borde ha en representant i stadens styrelse. Genom 1909 års rösträttsreform ökade det socialdemokratiska inslaget till det tredubbla och 1918 blev det det största i fullmäktige. Nu hade också intresset hos stadens invånare ökat för att delta i kommunalvalen.

## Industristaden

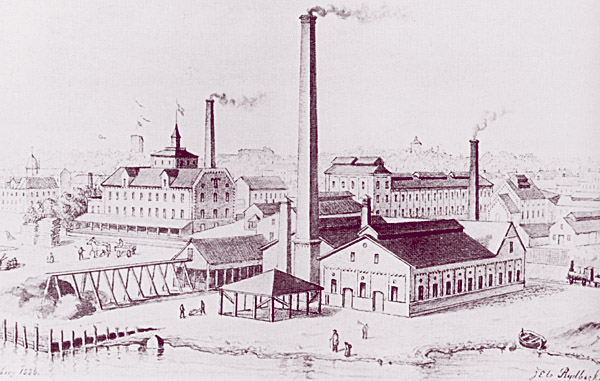
Nils Perssons Fosfatfabrik på Carl Krooks gata, som den såg ut 1888.

I slutet av 1800-talet och början på 1900-talet ökade antalet industrier i Helsingborg drastiskt. Den fabrik som under så lång tid varit stadens enda under det tidiga 1800-talet, Ruuthska bruket, fick snart sällskap av allt fler industrier. Förutom den av konsul Persson grundlagda svavelsyrefabriken, även kallad "Fosfaten" eller lite mer frispråkigt "skitfabriken", på Söder, lade samme man även grund till ett stort antal ytterligare verksamheter i staden. Redan 1873 hade hans startat Helsingborgs Ångtegelbruk AB och 1886 bildade han Helsingborgs Kopparverks AB i anknytning till svavelsyrefabriken. Tillsammans med bland annat Petter Olsson startade han även Helsingborgs Sockerfabrik AB. Olsson var även han starkt pådrivande inom flera industriprojekt i Helsingborg. Han var störste aktieägare i Helsingborgs Jern- och Lerkärlsfabriks AB, som 1869 hade övertagit Ruuthska bruket från dess dåvarande ägare Johan August Dreilick. År 1885 flyttades järngjuteridelen till en tomt söder om Centralstationen och bytte då namn till Helsingborgs Mekaniska Verkstad. På 1880-talet startade Olsson Helsingborgs Träförädlings AB, 1884 var han en av bakgrundsmännen bakom Helsingborgs Ångqvarns AB, 1891 tog han initiativ till Helsingborgs Cinders- och Kalkfabriks AB och 1896 grundade han Skånska Jutefabriks AB. Olsson var också en av de som stödde grundandet av Helsingborgs Gummifabriks AB  av ingenjör Johan Dunker. Dennes son, Henry Dunker, vidareutvecklade företagets verksamhet och med dess expansion bytte det så småningom namn till Tretorn AB.
Det grundades självklart också industrier utan de två konsulernas inblandning. Som några exempel kan nämnas att år 1879 grundades Helsingborgs Litografiska AB av Herman Hirschlaff, år 1881 Margarinbolaget AB av dansken Carl Rydberg, år 1896 Helsingborgs Jacquardväfveri AB av tysken Julius Nathan, år 1903 Helsingborgs Choklad- & Konfektyrsfabrik Kärnan AB av Gustav G. Johansson och år 1919 grundades ännu en chokladfabrik, Coralli AB, av Nils Sjunnesson jr. Till detta lades grunden till några av de mer kända varumärkena från Helsingborg vid denna tiden, Zoégas, som startade som en blygsam verksamhet av italienaren Carlos Zoéga 1886 och Ramlösa, som 1912 började buteljera vattnet från den nya källan för försäljning. Dessutom uppkom ett flertal rederier i staden och under en stor del av 1900-talet var Helsingborg Sveriges tredje största sjöfartsstad efter Göteborg och Stockholm. 1903, då staden var på höjden av sin framgångskurva, hölls en industri- och slöjdutställning i staden för att visa upp stadens framgångar och framtidsplaner. I samband med denna invigdes ett spårvägsnät i staden under namnet Helsingborgs stads spårvägar.

### Inkorporeringar
Huvudartiklar Hälsingborgs stad, Raus landskommun, Helsingborgs landskommun
Den kraftigt expanderande bebyggelsen i Helsingborg gjorde att staden snart växte fram till gränsen till sina omgivningar. Detta gjorde att man i början av 1900-talet såg det nödvändig att inkorporera delar av de omgivande municipalsamhällena och landskommunerna. 1905 inkorporerades större delen av Helsingborgs landskommuns municipalsamhälle och 1907 återstående delar. 1914 inkorporerades delarna Pålsjö, Sofiero, Tinkarp och Senderöd samt resterande delar nord och nordväst om Ängelholmsvägen från Helsingborgs landskommun. Hela Raus landskommun inkorporerades 1918, vilken även innehöll municipalsamhällena Raus plantering, Köpinge och Råå och slutligen resterande delar av Helsingborgs landskommun.

### Andra världskriget

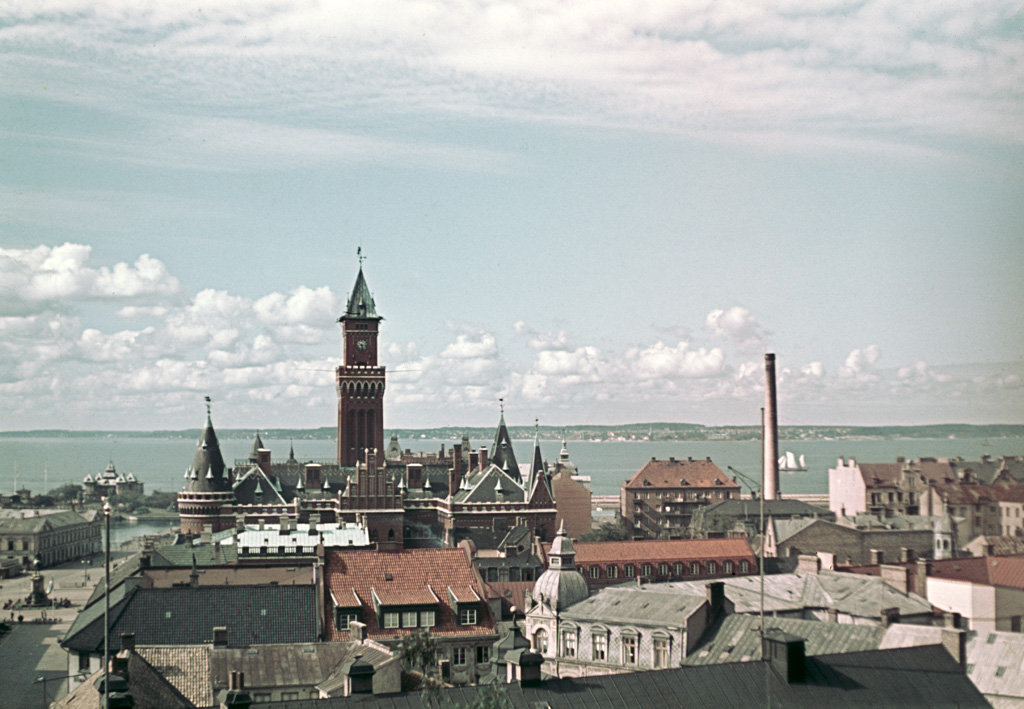
Utsikt över Helsingborg och Öresund 1943

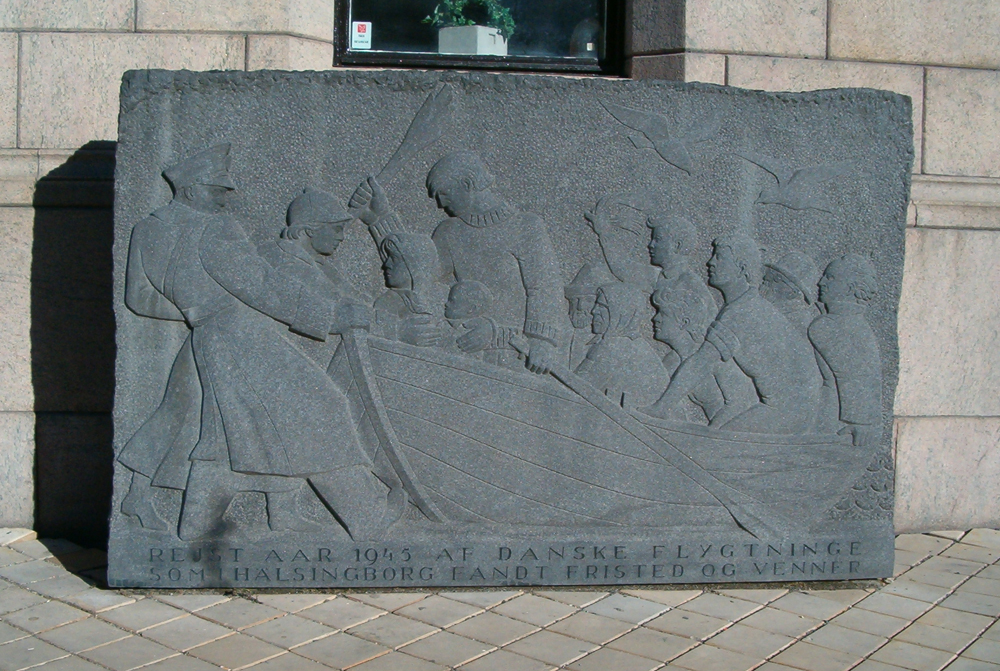
Den danska minnesstenen vid Rådhuset.

Mellan åren 1940 och 1943 kom det andra världskriget påtagligt nära i Helsingborg, då den svenska regeringen gett tyskarna tillstånd att föra trupper genom landet för att föras till ryska fronten i Finland och till ockupationen av Norge, de så kallade permittenttågen. De tyska transporttågen hade sin start i Helsingborg efter att trupperna förts över från Helsingör. Tyska armén hade ett litet antal soldater stationerade i staden för att administrera överfarten och från Färjestationen fördes de sedan norrut. Då kriget så småningom började gå sämre för Tyskland sade till slut regeringen upp överenskommelsen med permittenttågen 1943. Samma år började nazisterna skärpa ockupationsmaktens grepp om Danmark. Till en början gav de sig efter danska officerare och ordningsmän, men den 1 oktober började förföljelsen av judar i Danmark. Detta ledde till att den blygsamma flyktingström som tidigare gått över sundet växte drastiskt. Hundratals judar flydde över till Helsingborg varje natt och togs där emot av polisväsendet i deras lokaler på Rådhuset. Snart hade man inte plats för alla och därför arrenderades Ramlösa brunnshotell som flyktingförläggning. På den danska sidan organiserades flykterna av bland andra krögaren på Snekkerstens Kro, H. C. Thomsen, som dock senare tillfångatogs av tyskarna och dog i koncentrationsläger. Dessutom fanns den så kallade "Helsingørs Syklub", en hemlig organisation med både danska och svenska medlemmar som organiserade överfarten åt många flyktingar. Som tack för staden Helsingborgs och enskilda invånares insatser reste man från dansk sida en minnessten som numera kan ses utanför Rådhuset. Inskriptionen lyder i översättning till svenska:
"Rest år 1945 av danska flyktingar som i Helsingborg fann fristad och vänner."
Kriget har även satt sina spår i Helsingborg genom att man på Pålsjö kyrkogård kan se gravar av både omkomna allierade soldater, mestadels flygare, och tyska soldater och sjömän. 47 flygare från det brittiska samväldet har sin viloplats på kyrkogården, liksom 93 tyska soldater, där även ett antal som omkommit under första världskriget är inräknat.

## Efterkrigstiden
Efter kriget återgick näringslivet alltmer till det normala, och glädjen var stor när färjeförbindelserna till Helsingör återupptogs i maj 1945. 
Precis som andra städer växte Helsingborgs befolkning, och 1948 bröt staden sig ut ur Malmöhus läns landsting och valde att sköta landstingsuppgifterna själva. Man återgick dock till landstinget 1971 eftersom kostnadsutvecklingen ansågs vara för krävande.
Utvecklingen för näringslivet i staden liksom befolkningsutvecklingen var dock svagare i Helsingborg jämfört med många andra städer av samma storlek vid denna tid i Sverige. År 1950 bodde 86 000 i Helsingborg, 1970 drygt 100 000. I rangordningen över rikets städer sjönk stadens ställning. Orsaker till detta har sökts i att staden till skillnad från andra svenska städer inte hade någon expansiv verkstadsindustri av större magnitud och att näringslivet i övrigt inte hade behov av expansion.
1955 hölls boendeutställningen H55 som brukar sägas vara en av de mest framgångsrika svenska bostadsutställningarna i landet genom tiderna, inte minst genom att många nya vardagsföremål, formgivna möbler och nya maträtter från USA visades upp. 1999 hölls utställningen H99 i det som sedermera blev Norra hamnen.
Spårvagnstrafiken i staden blev efterhand en saga blott. Lagom till Dagen H lades spårvagnstrafiken ned i september 1967 och ersattes med moderna stadsbussar, anpassade för högertrafik. 
Gustaf VI Adolf hade sitt sommarresidens på Sofiero slott i Helsingborgs norra utkant. Kungen var på sommarvistelse i staden i augusti 1973 när han plötsligt insjuknade och dog på Helsingborgs lasarett. Efter kungens död donerades slottet till Helsingborgs stad, vilka håller slottet öppet för allmänheten och räknas som en av de vackraste trädgårdarna i Sverige.
Staden utvecklades kraftigt under slutet av 1900-talet. År 1991 invigdes Knutpunkten vilket ersatte stadens två järnvägsstationer med en enda, samtidigt som en ny färjeterminal invigdes. Befolkningsökningen tilltog under samma tid, främst genom kraftig invandring. 2002 invigdes Dunkers kulturhus, finansierat genom Dunkerfonden.